# 国家地方警察長野県本部
国家地方警察長野県本部（こっかちほうけいさつながのけんほんぶ）は、旧警察法時代に存在した長野県の都道府県国家地方警察で、自治体警察を設けない地域を管轄区域とする。また国家地方警察東京警察管区本部の行政管理を受ける。
1954年（昭和29年）の新警察法の公布により廃止され、新たに都道府県警察として長野県警察本部が発足した。

## 組織
1948年（昭和23年）時点
- 総務部
  - 秘書調査課、会計課
- 警務部 　 
  - 人事装備課、教養課
- 刑事部 　 
  - 捜査課、鑑識課、防犯統計課
- 警備部 　 
  - 警備課、交通課、通信課

## 地区警察署
1948年（昭和23年）時点
- 上水内地区警察署
- 下水内地区警察署
- 上高井地区警察署
- 下高井地区警察署
- 更科地区警察署
- 埴科地区警察署
- 小県地区警察署
- 依田窪地区警察署
- 川西地区警察署
- 北佐久地区警察署
- 南佐久地区警察署
- 諏訪地区警察署
- 上伊那地区警察署
- 下伊那地区警察署
- 高遠地区警察署
- 伊南地区警察署
- 遠山地区警察署
- 東筑摩地区警察署
- 西筑摩地区警察署
- 北安曇地区警察署
- 南安曇地区警察署

## 主な事件
- 川辺村強盗殺人事件

## 県内の自治体警察
- 長野市警察
- 松本市警察
- 上田市警察
- 岡谷市警察
- 飯田市警察
- 諏訪市警察